# Саратов Валерій Володимирович
Валерій Володимирович Саратов (31 липня 1953, Рошаль — 9 грудня 2015, Москва) — український державний діяч, політик, у 2010–2011 роках голова Севастопольської міської державної адміністрації. Голова Севастопольського міського відділення Партії регіонів; член Політради Партії регіонів; заступник представника України в Палаті місцевих влад Конґресу місцевих і регіональних влад Ради Європи (2006–2007).

## Біографія
Народився 31 липня 1953 року в місті Рошаль Московської області. У 1954 переїхав до українського міста Севастополь. У 1975 році закінчив Севастопольський приладобудівний інститут за фахом «Автоматика і телемеханіка» (кваліфікація — інженер-електрик), у 1992 році — Російську академію управління за фахом «теорія соціально-політичних стосунків» (кваліфікація — політолог).
Трудову діяльність починав у 1975 році інженером Харківського проектного інституту «Південгіпрошахт», у 1976–1977 роках був енергетиком цеху на заводі шахтної автоматики міста Прокоп'євська Кемеровської області. З 1977 по 1988 роки працював на севастопольському заводі «Вітрило» регулювальником радіоапаратури, майстром, начальником цеху, секретарем парткому Компартії України.
З 1988 по 1991 роки був другим секретарем Нахімовського райкому КПУ. У 1991–1992 роках обіймав посаду заступника голови севастопольського міськвиконкому. З 1992 по 1999 роки очолював корпорацію «Моріон». З листопада 1999 по червня 2002 року обіймав посаду голови Балаклавської районної державної адміністрації. З червні 2002 по травень 2005 року працював головою державної податкової адміністрації в Севастополі.
Саратов тричі обирався депутатом міськради Севастополя, з 15 квітня 2006 року був його головою.
З 6 квітня 2010 по 1 червня 2011 року Указом Президента України Віктора Януковича призначався головою Севастопольської міської державної адміністрації..
З 18 липня 2011 року призначений Президентом України на посаду голови Національної комісії з регулювання ринку комунальних послуг України.. Після перемоги Євромайдану подав у відставку та поїхав до Севастополя. Звільнено з посади Розпорядженням Кабінету Міністрів України № 307 від 5 квітня 2014 року. На референдумі щодо статусу Криму закликав голосувати за приєднання до Росії. Був оголошений у розшук за підозрою у державній зраді.
Помер у Москві 9 грудня 2015 року.

## Звання та ранги
- Заслужений економіст України (2003)[8]
- Державний службовець 1 рангу (2010)[9]

## Нагороди та відзнаки
- Нагороджений почесним знаком «За заслуги перед містом-героєм Севастополем».